# Hélium
Pour les articles homonymes, voir Hélium (homonymie).
Pour l’article ayant un titre homophone, voir Eliom.
L’hélium est l'élément chimique de numéro atomique 2, de symbole He. C'est un gaz noble (ou gaz rare), pratiquement inerte, le premier de la famille des gaz nobles dans le tableau périodique des éléments. Son point d'ébullition est le plus bas parmi les corps connus, et il n'existe sous forme solide que s'il est soumis à une pression supérieure à 25 atmosphères.
L'hélium possède deux isotopes stables : l'hélium 4 (4He), le plus abondant, et l'hélium 3 (3He). Ces deux isotopes, contrairement à ceux de la plupart des éléments chimiques, diffèrent sensiblement dans leurs propriétés, car le rapport de leurs masses atomiques est important. D'autre part, les effets quantiques, sensibles à basse énergie, leur donnent des propriétés très différentes. Le présent article traite essentiellement de l'hélium 4 (4He). L'article Hélium 3 compile les propriétés spécifiques de l'isotope 3He.
Le mot hélium a été construit à partir du grec Helios (Ἥλιος / Hếlios, « le Soleil »), cet élément ayant été observé pour la première fois dans le spectre solaire le 18 août 1868, au cours d'une éclipse totale de Soleil, par l'astronome Jules Janssen.
L'hélium est, après l'hydrogène, l'élément le plus abondant dans l'Univers. L'essentiel de cet hélium a été produit lors de la nucléosynthèse primordiale mais d'autres processus en produisent, notamment la radioactivité α (cf. sous-section Abondance naturelle). Sur la Terre, selon une estimation du Bureau of Land Management des États-Unis de 2006, les ressources d'hélium totalisent 52 milliards de mètres cubes.
L'hélium a divers usages en forte croissance, alors que la production industrielle a diminué pour des raisons conjoncturelles : sa raréfaction devient inquiétante. Cependant, le marché de l'hélium est calme en 2016, et il est récemment passé de la pénurie au surplus.

## Isotopes et propriétés nucléaires

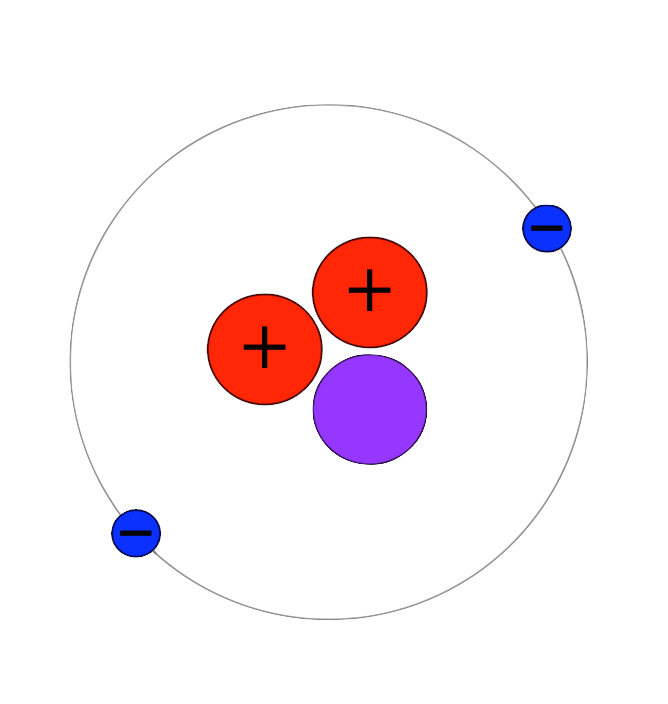
Schéma de l'hélium 3.

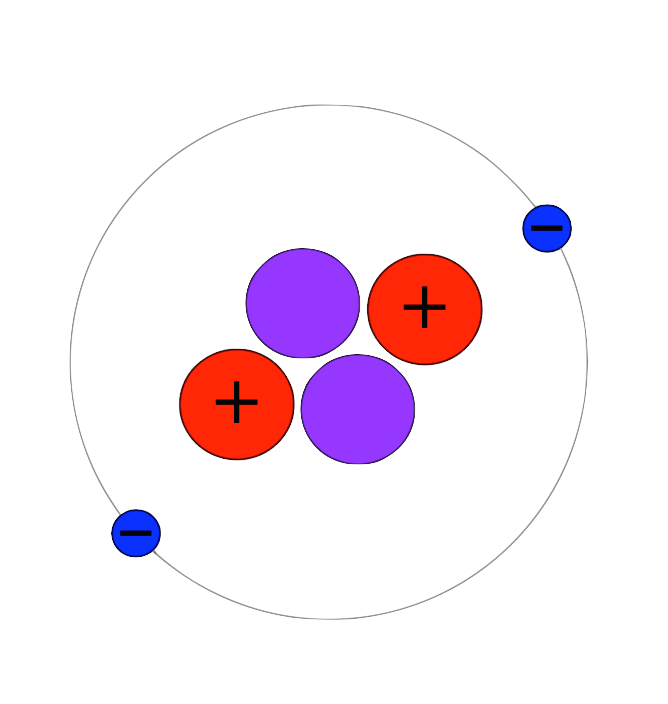
Schéma de l'hélium 4.

On connait huit isotopes de l'hélium. L'hélium 3 (deux protons et un neutron) et l'hélium 4 (deux protons et deux neutrons) sont stables, les autres sont extrêmement instables, certains n'existant virtuellement que lors de leur formation. Dans l'atmosphère terrestre, il n'y a qu'un atome d'hélium 3 pour environ un million d'atomes d'hélium 4. Contrairement à la plupart des éléments, l'abondance isotopique de l'hélium varie considérablement selon son origine, en raison des processus de formation différents. L'isotope le plus abondant, l'hélium 4, est produit sur Terre par la radioactivité α d'éléments lourds : les particules α qui y sont produites sont des noyaux d'hélium 4 complètement ionisés. L'hélium 4 est un noyau à la stabilité inhabituelle, parce que ses nucléons sont arrangés en couches complètes.
À l'échelle de l'Univers, la grande partie de l'hélium présent a été formé (en quantités énormes, environ 25 % de toute la matière) lors de la nucléosynthèse primordiale. Quasiment tout le reste de l'hélium produit dans l'Univers l'est (ou l'a été) lors de la nucléosynthèse stellaire.
L'hélium 3 n'est présent sur Terre qu'à l'état de traces ; la plupart date de la formation de la Terre, bien qu'un peu tombe encore dessus, piégé dans la poussière interstellaire. Des traces sont aussi produites encore par la radioactivité β du tritium. Les roches de la croûte terrestre ont des rapports isotopiques variant jusqu'à un facteur 10 et ces rapports peuvent être utilisés pour la détermination de l'origine des roches et la composition du manteau terrestre. L'hélium 3 est bien plus abondant dans les étoiles, mais bien qu'il soit produit lors de la fusion nucléaire, les étoiles n'en relâchent que très peu (comme le deutérium et le lithium, ou le bore) car il n'apparait que dans une chaine intermédiaire menant à l'hélium 4 : il est « consommé » au fur et à mesure de sa production dans les étoiles. Par suite, dans le milieu interstellaire, le rapport isotopique est environ 100 fois plus élevé que sur Terre. Les matériaux extraplanétaires, comme le régolithe de la Lune ou des astéroïdes, ont des traces d'hélium 3 provenant du vent solaire. La surface de la Lune en contient une concentration de l'ordre de 10-8,. Certains auteurs, dont Gerald Kulcinski en 1986, ont proposé d'explorer la Lune, d'extraire l'hélium 3 du régolithe et de l'utiliser pour produire de l'énergie par fusion nucléaire.
L'hélium 4 peut être refroidi jusqu'à environ 1 K par évaporation. L'hélium 3, qui a un point d'ébullition inférieur, peut être refroidi jusqu'à 0,2 K par la même méthode. Des mélanges à parts égales d'hélium 3 et 4 se séparent, au-dessous de 0,8 K, car ils ne sont plus miscibles, en raison de leurs différences (l'atome d'hélium 4 étant un boson tandis que l'atome d'hélium 3 est un fermion, ils suivent deux statistiques quantiques différentes). Les réfrigérateurs à dilution utilisent cette propriété pour atteindre quelques millikelvins.
On peut produire par des réactions nucléaires d'autres isotopes de l'hélium, qui sont instables et se désintègrent rapidement en d'autres noyaux. L'isotope dont la demi-vie est la plus courte est l'hélium 2 (2 protons, sans aucun neutron : le diproton, qui se désintègre en deux protons en 3 × 10−27 s). L'hélium 5 et l'hélium 7 se désintègrent par émission d'un neutron, avec une demi-vie de 7,6 × 10−23 s et 2,9 × 10−21 s, respectivement. L'hélium 6 et l'hélium 8 se désintègrent par radioactivité β, avec une demi-vie de 0,8 s et 0,119 s, respectivement. Les isotopes 6 et 8 ont une structure lâche, dans laquelle des neutrons orbitent loin du cœur, ce que l'on appelle halo nucléaire.

## Le corps simple hélium
L'hélium est un gaz incolore, inodore et non toxique. Il est pratiquement inerte chimiquement, monoatomique en toute circonstance. Dans un vaste domaine de températures et de pressions, il se comporte expérimentalement comme un gaz parfait, ce qui en fait une substance privilégiée pour l'expérimentation des théories physico-chimiques.
Les deux isotopes stables de l'hélium sont les seuls composés chimiques à ne pas posséder de point triple.

### Gaz
La conductivité thermique de l'hélium gazeux est supérieure à celle de tous les gaz, sauf l'hydrogène, et sa chaleur spécifique est exceptionnellement élevée. Son coefficient de Joule-Thomson est négatif à température ambiante, ce qui signifie que, contrairement à la plupart des gaz, il se réchauffe lorsqu'il peut se détendre librement. La température d'inversion de Joule-Thomson est d'environ 40 K, soit −233,15 °C à la pression d'1 atm. Une fois refroidi en dessous de cette température, l'hélium peut être liquéfié par le refroidissement dû à sa détente.
L'hélium est aussi le gaz le moins hydrosoluble de tous les gaz connus. En raison de la petite taille de ses atomes, sa vitesse de diffusion à travers les solides est égale à trois fois celle de l'air et environ 65 % celle de l'hydrogène.
L'indice de réfraction de l'hélium est plus proche de l'unité que celui de n'importe quel autre gaz. La vitesse du son dans l'hélium est supérieure à celle dans tout autre gaz, sauf l'hydrogène.
Contrairement au plasma, le gaz est un excellent isolant électrique.

### Plasma

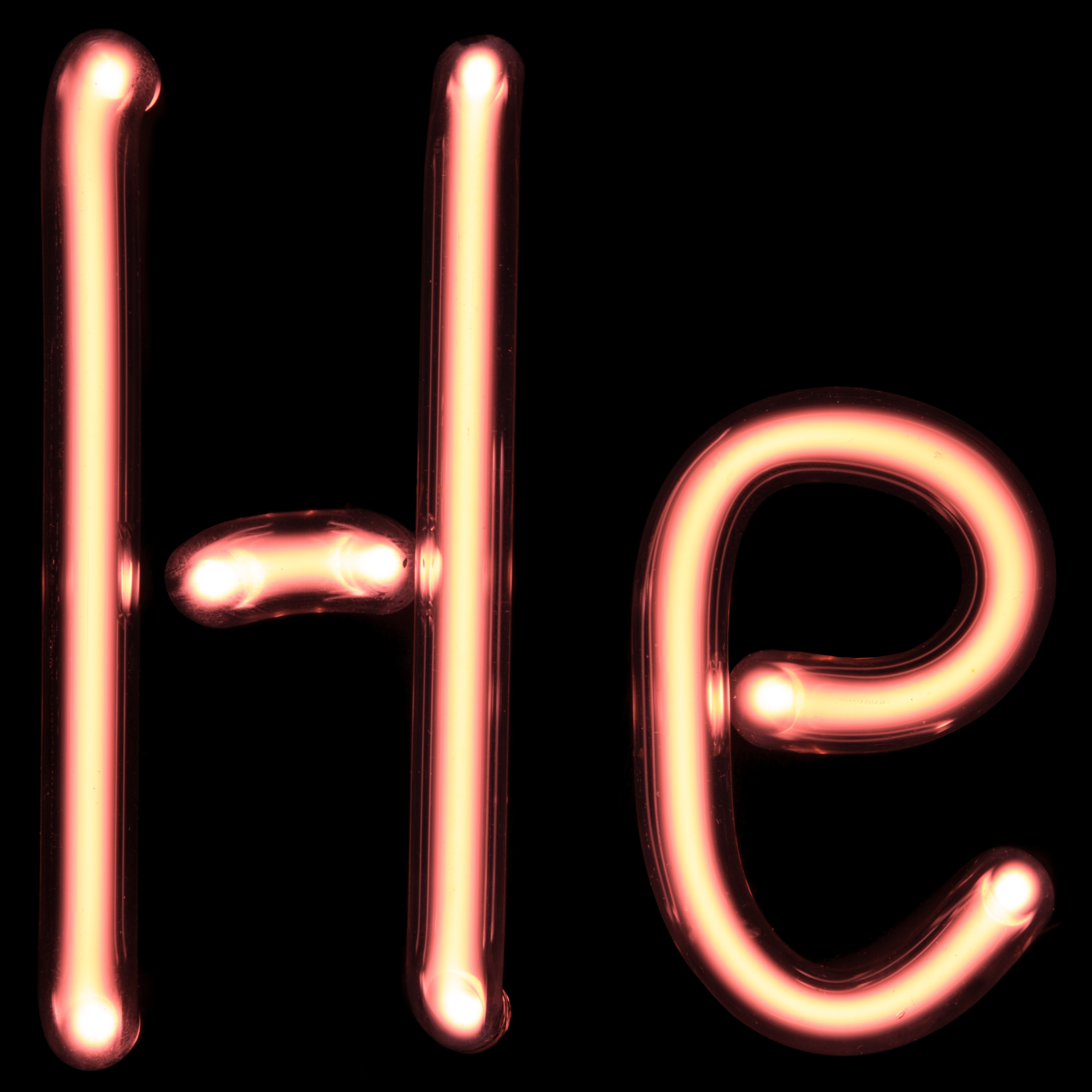
Une lampe à décharge fonctionnant à l'hélium.

La plupart de l'hélium extraterrestre se trouve dans l'état de plasma, dont les propriétés diffèrent notablement de celles de l'hélium atomique. Dans le plasma, les électrons de l'hélium ne sont pas liés au noyau, ce qui conduit à une très grande conductivité électrique, même quand l'ionisation est partielle. Les particules chargées sont très sensibles aux champs électrique et magnétique. Par exemple, dans le vent solaire, l'hélium et l'hydrogène ionisés interagissent avec la magnétosphère terrestre, donnant lieu aux phénomènes de courants de Birkeland et aux aurores polaires.
Comme les autres gaz nobles, l'hélium a des niveaux d'énergie métastables qui lui permettent de rester excité dans une décharge électrique dont la tension est inférieure à son potentiel d'ionisation. Ceci permet son utilisation dans les lampes à décharge.

### Liquide
Contrairement aux autres éléments, l'hélium reste liquide jusqu'au zéro absolu, à des pressions inférieures à 25 atm. Ceci est une conséquence directe de la mécanique quantique : plus précisément l'énergie des atomes dans l'état fondamental du système est trop élevée pour permettre la solidification (voir sous-chapitre #Solide).
Au-dessous du point d'ébullition à 4,22 K et au-dessus du point lambda à 2,176 8 K, l'hélium 4 existe sous forme d'un liquide normal incolore, appelé hélium I. Comme les autres liquides cryogéniques, il bout quand il est chauffé et se contracte quand sa température est abaissée. L'hélium I a un indice de réfraction voisin de celui des gaz : 1,026 ; ce qui rend sa surface tellement difficile à apercevoir que l'on utilise souvent des flotteurs de mousse de polystyrène pour voir son niveau. Ce liquide incolore a une viscosité très faible et une densité de 0,125 = 1/8, ce qui n'est qu'un quart de la valeur prévue par la physique classique. Il faut recourir à la mécanique quantique pour expliquer cette propriété et donc l'hélium liquide sous ses diverses formes est appelé fluide quantique, pour signifier que les effets de la mécanique quantique, normalement sensibles seulement à l'échelle microscopique, se manifestent à l'échelle macroscopique car l'atome d'hélium 4 est un boson. Ceci s'interprète comme une conséquence du fait que le point d'ébullition est si rapproché du zéro absolu que les mouvements thermiques aléatoires ne peuvent plus masquer les propriétés atomiques.

### Superfluide

Diagramme de phase de l'hélium à basse température.

L'hélium liquide en dessous du point lambda commence à présenter des caractères tout à fait inhabituels, dans un état appelé hélium II.
À la transition de l'hélium I vers l'hélium II au point lambda, l'hélium se dilate. Quand la température baisse, l'hélium II continue à se dilater, jusqu'à environ 1 K, où il recommence à se contracter comme la plupart des corps.
L'hélium II peut s'écouler à travers des capillaires de 10-7 à 10-8 m, sans viscosité mesurable. Cependant quand on mesure la viscosité entre deux disques tournant l'un par rapport à l'autre, on trouve une viscosité comparable à celle de l'hélium gazeux. La théorie actuelle explique ce fait en utilisant un modèle à deux fluides de László Tisza pour l'hélium II. Dans ce modèle, l'hélium liquide, au-dessous du point lambda, consiste en un mélange d'atomes d'hélium dans l'état fondamental et d'atomes dans des états excités, qui se comportent davantage comme un fluide ordinaire.
Une illustration de cette théorie est donnée par l’effet fontaine. Dans cette expérience, un tube vertical, présentant un petit ajutage à son extrémité supérieure, est plongé par son extrémité inférieure dans un bain d'hélium II. Il y est bouché par un disque fritté, au travers duquel seul le fluide sans viscosité peut circuler. Si l'on chauffe le tube, en l'éclairant par exemple, on va y transformer la partie superfluide en fluide ordinaire. Pour rétablir l'équilibre des deux fluides avec le bain, du superfluide va pénétrer à travers le bouchon fritté, et pour conserver le volume, une partie du contenu du tube sera éjecté par l'ajutage supérieur, formant un jet, que l'on peut interrompre en cessant de chauffer.
La conductivité thermique de l'hélium II est supérieure à celle de tout autre corps connu. Ceci empêche l'hélium II de bouillir, car tout apport de chaleur se transporte immédiatement à la surface, où il provoque tout simplement l'évaporation en gaz. Cette conductivité est un million de fois supérieure à celle de l'hélium I, et plusieurs centaines de fois celle du cuivre. Ceci est dû au fait que la conduction de la chaleur se fait par un mécanisme quantique exceptionnel. La plupart des matériaux bons conducteurs de la chaleur ont une bande de valence d'électrons libres qui servent à conduire la chaleur. L'hélium II n'a pas de telle bande et pourtant conduit bien la chaleur. Le flux de chaleur obéit à des équations semblables aux équations d'onde de la propagation du son dans l'air. Quand de la chaleur est introduite, elle se déplace à 20 m s−1 à 1,8 K dans l'hélium II. On appelle ces ondes deuxième son.

L'hélium II rampe sur les surfaces de façon à rétablir l'équilibre hydrostatique.

Contrairement aux liquides ordinaires, l'hélium II rampe le long des surfaces, même, apparemment, contre la gravité. Il s'échappera d'un récipient non fermé en rampant sur les côtés, à moins qu'il ne rencontre un endroit moins froid où il s'évapore. Quelle que soit la surface, il se déplace en un film de quelque 30 nm. Ce film est appelé film de Rollin, en souvenir du physicien qui l'a caractérisé le premier, Bernard V. Rollin,,. À la suite de cet effet et de la capacité de l'hélium II de passer rapidement à travers de petites ouvertures, il est difficile de confiner l'hélium liquide. À moins que le récipient ne soit astucieusement construit, l'hélium II escaladera les parois et passera à travers les vannes jusqu'à ce qu'il atteigne une région plus chaude où il s'évaporera. Les ondes qui se propagent le long d'un film de Rollin obéissent aux mêmes équations que les vagues en eau peu profonde, mais la force de rappel est ici la force de van der Waals à la place de la gravité. Ces ondes sont connues sous le nom de troisième son.

### Solide
L'hélium ne se solidifie que sous l'effet de fortes pressions. Le solide pratiquement invisible et incolore qui en résulte est fortement compressible ; une compression en laboratoire peut réduire son volume de plus de 30 %. Avec un module d'élasticité cubique de l'ordre de 5 × 107 Pa, il est cinquante fois plus compressible que l'eau. Dans des conditions normales de pression, et à l'inverse des autres éléments, l'hélium ne se solidifie pas et reste liquide jusqu'au zéro absolu. L'hélium solide nécessite une pression minimale d'environ 26 atm. Il est souvent assez difficile de distinguer l'hélium solide de l'hélium liquide, leurs indices de réfraction étant presque identiques. Le solide a une chaleur latente (chaleur de fusion) élevée et une structure cristalline hexagonale, comme celle de l'eau.

## Propriétés chimiques

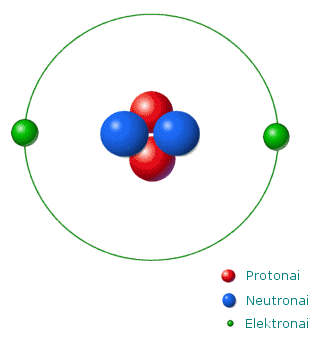
Représentation d'un atome d'hélium : noyau (protons en rouge et neutrons en bleu) et électrons (en vert). La couche électronique est complète.

Comme tous les gaz nobles, l'hélium a sa couche de valence complète ce qui implique une très faible réactivité chimique. Comme il n'a pas de sous-couches capables de réagir, c'est (avec le néon) le moins réactif de tous les corps simples.
L'hélium peut néanmoins former des composés instables (excimères) avec le tungstène, l'iode, le fluor, le soufre et le phosphore en phase plasma, par décharge ou d'une autre manière. HeNe, HgHe10, WHe2 et les ions moléculaires He2+, He2++, HeH+, HeD+ ont été créés de cette manière. Cette technique a aussi permis la production de la molécule neutre He2, qui possède un plus grand nombre de systèmes de bandes, et HgHe, dont la cohésion ne semble reposer que sur des forces de polarisation. Théoriquement, d'autres composants comme le fluorohydrure d'hélium (HHeF) sont également possibles. En 2013 on a pu former l'héliure de lithium LiHe à l'état gazeux par ablation laser à très basse température (1 à 5 K).
Les premiers composés stables de l'hélium prouvés sont des complexes endoédriques de fullerènes, comme He@C60, où un atome d'hélium est emprisonné dans une cage de fullerène C60. Depuis, il a été montré qu'à très haute pression (supérieure à 113 GPa) il est possible de former un composé stable de l'hélium et du sodium, Na2He,. De telles molécules pourraient également se trouver dans les planètes géantes à la pression élevée comme Jupiter et Saturne.
De l'intérieur de la Terre se dégage (dans les laves et les gaz volcaniques) de l'hélium riche en hélium 3, que l'on pense primordial (c'est-à-dire acquis lors de la formation de la Terre, il y a près de 4,6 milliards d'années). S'il était à l'état gazeux ou dissous dans les minéraux du manteau inférieur il aurait eu largement le temps de dégazer quasi complètement, vu sa volatilité et les températures à l'intérieur de la Terre. Il faut donc qu'il soit stocké sous la forme d'un minéral stable dans les conditions du manteau inférieur, or on n'en connaît aucun. Le calcul en 2018 de l'enthalpie libre d'un millier de composés de l'hélium hypothétiques mais plausibles a prédit un (et un seul) composé d'enthalpie libre suffisamment faible pour piéger l'hélium dans le manteau au lieu de le laisser libre, le dioxyde de fer et d'hélium FeO2He,,.

## Propriétés biologiques
L'hélium, neutre, dans les conditions standard, est non-toxique, ne joue aucun rôle biologique et on en trouve à l'état de traces dans le sang humain. Si l'on en inhale assez pour que le dioxygène nécessaire à une respiration normale soit déplacé, l'asphyxie devient possible.

### Inhalation
La voix d'un individu qui a inhalé de l'hélium change temporairement de timbre vers les harmoniques élevés — l'hélium étant trois fois moins dense que l'air, la vitesse du son devient ainsi plus élevée — et comme la fréquence fondamentale d'une cavité remplie de gaz est proportionnelle à la vitesse du son, l'inhalation d'hélium correspondra à une augmentation des fréquences de résonance de l'appareil phonatoire qui modulent la fréquence fondamentale donnée par les cordes vocales,,.
Un effet opposé, de baisse de timbre, peut être obtenu en inhalant un gaz plus dense, comme l'hexafluorure de soufre.
L'inhalation d'hélium pur à faible dose est normalement sans danger car il s'agit d'un gaz inerte. Cependant l'utilisation d'hélium vendu en commerce, comme celui utilisé pour gonfler des ballons, peut être dangereuse en raison des nombreux contaminants qu'il peut contenir, traces d'autres gaz, ou aérosols d'huile lubrifiante.
L'inhalation d'hélium en excès peut être dangereuse, puisque l'hélium est simplement un asphyxiant, qui remplace le dioxygène nécessaire à une respiration normale,. La respiration d'hélium pur provoque l'asphyxie en quelques minutes. L'inhalation de l'hélium directement à partir de cylindres sous pression est extrêmement dangereuse, en raison du fort débit, qui peut produire un barotraumatisme qui déchire le tissu pulmonaire et peut être fatal,. Cependant, cet accident est assez rare, puisqu'on ne compte que deux décès entre 2000 et 2004 aux États-Unis.
À haute pression (plus de 20 atm ou 2 MPa), un mélange d'hélium et de dioxygène (héliox) peut conduire à un syndrome nerveux des hautes pressions, une espèce d'effet contre-anesthésique. En ajoutant un peu de diazote au mélange, on peut éviter le problème,. Néanmoins, en plongée subaquatique, le syndrome nerveux des hautes pressions ne peut être contrecarré que par l'adjonction d'hydrogène, l'ajout de diazote étant hautement narcotique dès que la pression totale atteint 5 bars.

### Utilisation thérapeutique
L'hélium est administré dans des mélanges contenant un minimum de 20 % de dioxygène, à des patients aux prises avec une obstruction des voies respiratoires supérieures ou inférieures. La faible viscosité de l'hélium permet ainsi de diminuer le travail de respiration.

### Sécurité
En ce qui concerne l'hélium cryogénique, les mesures de sécurité sont semblables à celles nécessaires pour l'azote liquide ; sa température extrêmement basse peut causer des brûlures par le froid.
Une inhalation d'une grande quantité en une seule prise, produit une légère asphyxie, conduisant à une courte mais dangereuse perte de conscience. On dénombre également certains cas d'embolies cérébrales ou de sérieux problèmes pulmonaires chez les personnes ayant inhalé de l'hélium sous pression.
Par ailleurs, le taux de dilatation entre la phase liquide et la phase gazeuse est tel qu'il peut provoquer des explosions en cas de vaporisation rapide, si aucun dispositif de limitation de pression n'est installé.
Les réservoirs d'hélium gazeux à 5–10 K doivent aussi être manipulés comme s'ils contenaient de l'hélium liquide, en raison de la dilatation thermique importante et rapide qui a lieu quand de l'hélium à moins de 10 K est amené à la température ordinaire.

## Usages
Malgré son prix élevé, l'hélium est utilisé pour de nombreux usages exigeant certaines de ses propriétés uniques, telles son point d'ébullition bas, sa faible densité, sa faible solubilité, sa haute conductivité thermique ou son caractère chimiquement et biologiquement inerte. On le trouve dans le commerce sous forme liquide ou gazeuse. Sous forme liquide, on peut trouver des petits réservoirs appelés dewars, qui peuvent contenir jusqu'à 1 000 l d'hélium, ou dans des grands réservoirs ISO de capacités nominales jusqu'à 40 000 l. Sous forme gazeuse, de petites quantités d'hélium sont fournies dans des cylindres à haute pression contenant jusqu'à 8,5 m3 standards, tandis que les grandes quantités sont livrées en camions-citernes sous pression qui peuvent avoir des capacités jusqu'à 5 000 m3 standards.

### Industriels
En raison de son caractère inerte, sa grande conductivité thermique, sa transparence aux neutrons et parce qu'il ne forme pas d'isotope radioactifs au sein des réacteurs, on utilise l'hélium comme fluide de transfert de chaleur dans certains réacteurs nucléaires refroidis au gaz.
L'hélium est utilisé comme atmosphère protectrice lors de la croissance du silicium monocristallin destiné à la fabrication de circuits intégrés et des fibres optiques, pour la production de titane et de zirconium, et en chromatographie en phase gazeuse, parce qu'il est inerte.
Vu son inertie chimique, ses propriétés thermodynamiques et calorifiques idéales, sa vitesse du son élevée et un grand coefficient de Laplace, il est également utile dans les souffleries supersoniques ou pour les installations d'étude de phénomènes transitoires.
Ces mêmes propriétés permettent de l'utiliser dans des disques durs scellés pour augmenter leur capacité. Aucune étanchéité n'étant parfaite, ces disques disposent d'un détecteur signalant toute perte d'hélium dangereuse pour le disque au fil du temps.
L'hélium en mélange avec un gaz plus lourd, comme le xénon, est utile pour la réfrigération thermoacoustique, en raison du grand rapport des capacités thermiques et du faible nombre de Prandtl. L'inertie chimique de l'hélium a des avantages environnementaux sur d'autres systèmes de réfrigération, qui contribuent au trou d'ozone ou au réchauffement climatique.
Comme il diffuse à travers les solides trois fois plus vite que l'air, l'hélium est utilisé pour détecter les fuites dans les équipements à ultravide ou les réservoirs à haute pression.
Il est également utilisé avec des produits alimentaires (additif alimentaire autorisé par l'Union européenne sous la référence E939) pour permettre une vérification de l'étanchéité de l'emballage (voir liste des additifs alimentaires).

### Scientifiques

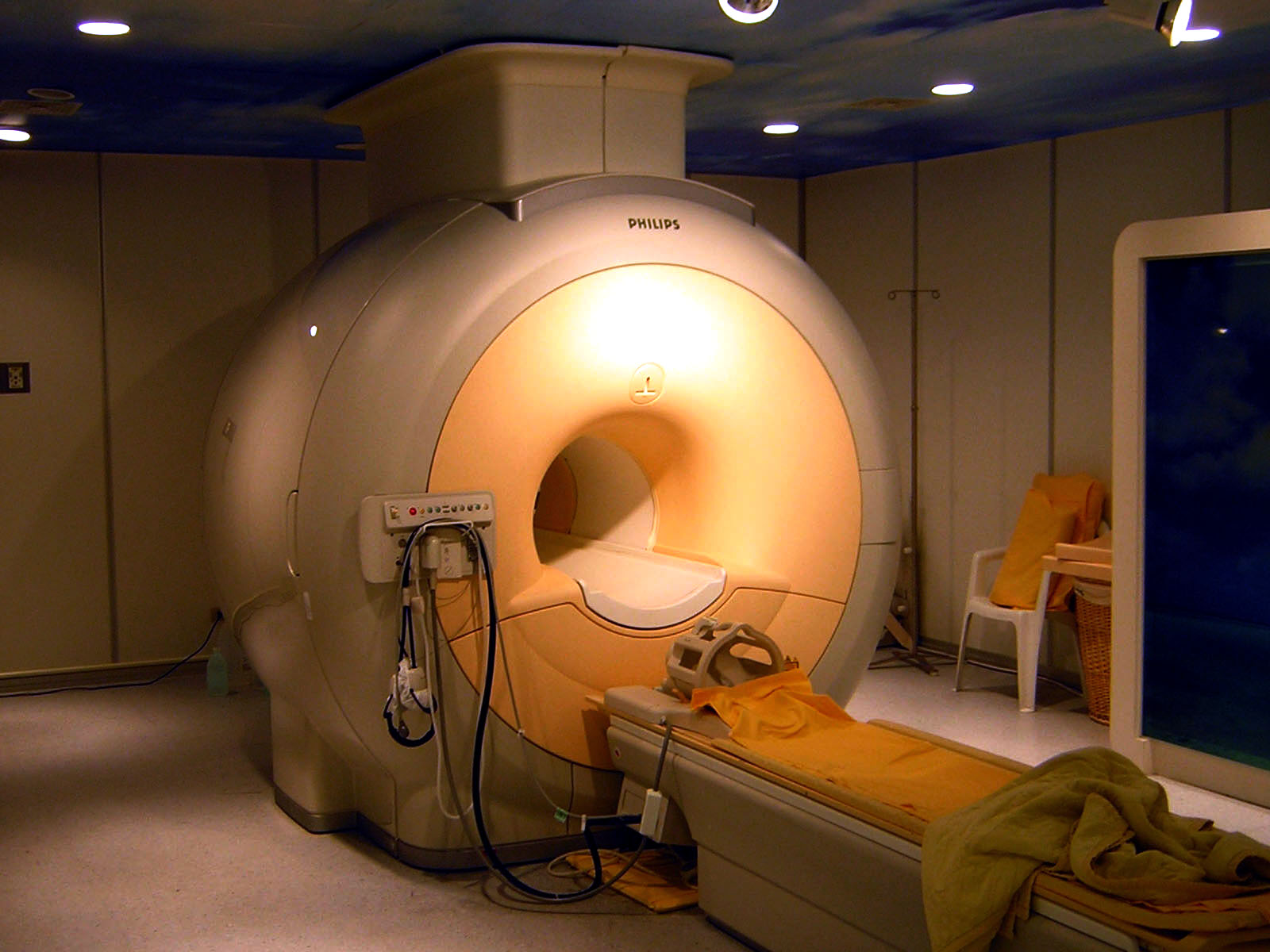
L'hélium liquide est utilisé pour refroidir les aimants supraconducteurs des appareils à IRM modernes.

L'utilisation de l'hélium réduit les effets de distorsion dus aux variations de température dans l'espace séparant les lentilles de certains télescopes ou lunettes, en raison de son indice de réfraction exceptionnellement bas. Cette méthode est spécialement utilisée pour les télescopes solaires, soumis à des variations importantes de température, mais pour lesquels une enceinte supportant la différence de pression entre l'atmosphère et le vide serait trop lourde,.
L'âge des roches et minéraux qui contiennent de l'uranium et du thorium peut être estimé en mesurant leur contenu en hélium par un procédé appelé datation à l'hélium,.
L'hélium liquide est aussi utilisé pour refroidir certains métaux aux températures extrêmement basses nécessitées pour la supraconductivité, par exemple pour les aimants supraconducteurs utilisés notamment pour les détecteurs à IRM. Le LHC au CERN utilise 120 t d'hélium liquide pour maintenir la température des aimants à 1,9 K,. De façon plus générale, l'hélium à basse température est utilisé en cryogénie.

### Commerciaux et de loisir
En raison de sa faible solubilité dans le tissu nerveux, on utilise des mélanges d'hélium tels que le trimix, l'héliox et l'héliair pour la plongée profonde, afin de réduire les effets de la narcose à l'azote,. Aux profondeurs supérieures à 150 m, de petites quantités d'hydrogène sont ajoutées au mélange hélium-dioxygène pour contrebalancer le syndrome nerveux des hautes pressions.
À ces profondeurs, la faible densité de l'hélium diminue considérablement l'effort respiratoire.
Les lasers He-Ne ont diverses applications, en particulier les lecteurs de code-barres.

### Dirigeables, ballons et fusées

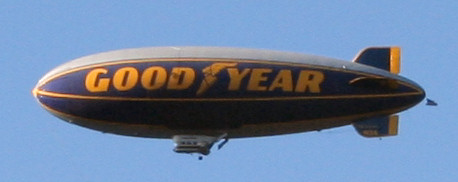
En raison de sa faible densité et de son incombustibilité, l'hélium est le gaz préféré pour gonfler des dirigeables tels que ce dirigeable publicitaire.

Comme l'hélium est plus léger que l'air, il peut être utilisé pour gonfler des dirigeables et des ballons libres ou captifs. Bien que l'hydrogène ait une force portante approximativement 7 % supérieure, l'hélium a l'avantage d'être incombustible (et même ignifuge).
L'exploration de l'atmosphère, notamment pour la météorologie s'effectue avec des ballons-sondes la plupart du temps gonflés à l'hélium.
En technique des fusées, l'hélium est utilisé comme milieu de déplacement pour gérer par pressurisation le combustible et le comburant dans les réservoirs en microgravité et pour assurer le mélange d'hydrogène et de dioxygène qui alimente les tuyères de propulsion. Il est aussi utilisé pour la purge de ces substances dans l'équipement au sol avant le lancement, et pour pré-refroidir l'hydrogène liquide des véhicules spatiaux. Par exemple, la fusée Saturn V consommait environ 370 000 m3 d'hélium pour décoller.

## Ressources et purification de l'hélium

### Abondance naturelle
L'hélium est le deuxième élément le plus abondant dans l'Univers connu après l'hydrogène et en constitue 23 % de la masse baryonique. La grande majorité de l'hélium a été formée par la nucléosynthèse primordiale, dans les minutes suivant le Big Bang. C'est pourquoi la mesure de son abondance contribue à fixer certains paramètres des modèles cosmologiques. Dans la majeure partie de l'existence des étoiles, il est formé par la fusion nucléaire de l'hydrogène. En fin de vie, les étoiles utilisent l'hélium comme matière première pour la création d'éléments plus lourds, par des processus bien plus rapides, voire explosifs. Au bout du compte, l'hélium de l'Univers ne provient qu'en très faible partie des étoiles.
Dans l'atmosphère terrestre, la concentration de l'hélium est 5,2 × 10−6 en volume,, ce qui en fait un des gaz à l'état de traces. Cette basse concentration est assez constante dans le temps, en raison d'un équilibre entre la production continue d'hélium dans les roches et la fuite vers l'espace par divers mécanismes,. Dans l'hétérosphère terrestre, une partie de la haute atmosphère, l'hélium et autres gaz légers sont les constituants les plus abondants.
Presque tout l'hélium sur Terre provient de la radioactivité α. On le trouve principalement dans les composés d'uranium et de thorium, notamment la pechblende, la carnotite et la monazite, parce qu'ils émettent des particules α, qui sont des noyaux d'hélium ionisé He2+, qui se neutralisent immédiatement avec des électrons. On estime à 3 000 t l'hélium ainsi produit chaque année dans la lithosphère,,. Dans la croûte terrestre, la concentration de l'hélium est 8 × 10−6 en volume. Dans l'eau de mer, elle n'est que de 4 × 10−12. Il y en a aussi de petites quantités dans les eaux minérales, les gaz volcaniques et le fer météorique. Comme l'hélium est piégé comme le gaz naturel par les couches de roches imperméables, on trouve les plus hautes concentrations d'hélium dans les gisements de gaz naturel, d'où l'on extrait la plupart de l'hélium commercial. Sa concentration en volume par rapport au gaz naturel varie de quelques parties par million à une concentration de 7 % identifiée dans le comté de San Juan, au Nouveau-Mexique,.
En 2016, une société dénommée « Hélium » dit avoir identifié trois possibles champs massifs de cet élément en Tanzanie, assez vastes — selon elle — pour approvisionner le monde durant plusieurs décennies, et ce pourquoi elle recherche 40 millions de dollars d'investissements pour tenter un forage en Tanzanie en 2017. Certains experts jugent néanmoins que l'exploitation de ce gisement ne serait pas rentable avant longtemps, car selon eux le marché mondial est récemment entré dans une période de surproduction en raison d'une utilisation plus économe et une mise sur le marché plus importante aux États-Unis, au Qatar et en Russie.

### Extraction et purification
Pour l'utilisation à grande échelle, l'hélium est extrait par distillation fractionnée du gaz naturel, qui peut en contenir jusqu'à 7 %. Comme l'hélium a un point d'ébullition inférieur à tout autre corps, on utilise une basse température et une haute pression pour liquéfier presque tous les autres gaz (principalement le diazote et le méthane). L'hélium brut qui en résulte est alors purifié par exposition à des températures de plus en plus basses, ce qui fait précipiter pratiquement tout le diazote et autres gaz restants du mélange gazeux. On utilise enfin du charbon actif pour une étape finale de purification, pour obtenir ainsi de l'hélium d'une qualité de 99,995 %. La principale impureté de l'hélium de qualité A est le néon. Pour terminer la purification, la plupart de l'hélium produit est liquéfié, par un processus cryogénique. La liquéfaction est nécessaire pour les applications utilisant l'hélium liquide et permet d'ailleurs aux fournisseurs d'hélium de réduire le coût du transport à distance, car les plus grands réservoirs à hélium liquide ont une capacité au moins cinq fois plus grande que les remorques portant des cylindres d'hélium gazeux sous pression,.
En 2005, environ 160 millions de mètres cubes d'hélium ont été extraits du gaz naturel, ou puisés dans les réserves, avec environ 83 % des États-Unis, 11 % d'Algérie et le reste principalement de Russie et de Pologne. Aux États-Unis, la plupart de l'hélium est extrait du gaz naturel de Hugoton et des gisements voisins du Kansas, de l'Oklahoma et du Texas.
Une autre méthode de production et de purification de l'hélium est la diffusion du gaz naturel brut à travers des membranes semi-perméables ou d'autres barrières.
Il est possible de faire la synthèse de l'hélium en bombardant du lithium ou du bore avec des protons de haute énergie, mais cela ne constitue pas une méthode économiquement viable de production.

## Histoire

### Découverte
La première indication de l'hélium est observée le 18 août 1868, comme une raie jaune brillante à une longueur d'onde de 587,49 nm dans le spectre de la chromosphère du Soleil. Cette raie est détectée par l'astronome français Jules Janssen pendant une éclipse totale à Guntur (Inde). Le mot hélium a été construit à partir du grec Helios (Ἥλιος / Hếlios, « le Soleil »), cet élément ayant été observé pour la première fois dans le spectre solaire le 18 août 1868, au cours d'une éclipse totale de Soleil, par l'astronome Jules Janssen,,. Au début, on pense que cette raie est celle du sodium. Le 20 octobre de la même année, l'astronome anglais Norman Lockyer observe une raie jaune dans le spectre solaire, qu'il appelle raie de Fraunhofer D3, en raison de sa proximité avec les raies bien connues D1 et D2 du sodium. Il en conclut qu'elle est provoquée par un élément du Soleil inconnu sur Terre. Lockyer et le chimiste anglais Edward Frankland nomment cet élément d'après le mot grec pour Soleil, ἥλιος (hélios).
En 1881, Luigi Palmieri annonce avoir démontré la présence d'hélium sur la Terre, après analyse par spectroscope de la lave du Vésuve,. Cependant, faute de preuves expérimentales solides et compte tenu des limites de sa méthode, cette annonce est rapidement mise en doute par la communauté scientifique et est aujourd’hui considérée comme une probable erreur d’interprétation.

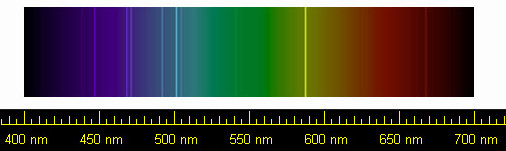
Raies spectrales de l'hélium.

Le 26 mars 1895, le chimiste britannique Sir William Ramsay isole l'hélium sur Terre en traitant la clévéite (une variété de pechblende, contenant au moins 10 % de terres rares) avec des acides minéraux. Ramsay cherchait de l'argon, mais, après avoir séparé le diazote et le dioxygène du gaz libéré par l'acide sulfurique, il remarque au spectroscope une raie jaune brillante qui coïncide avec la raie D3 observée dans le spectre solaire,,,.
Ces échantillons sont identifiés comme étant de l'hélium par Lockyer et le physicien britannique William Crookes. Indépendamment, il est isolé de la clévéite la même année par les chimistes Per Theodor Cleve et Abraham Langlet (en) à Uppsala, qui accumulent suffisamment de gaz pour pouvoir déterminer avec précision sa masse atomique,,.
L'hélium avait aussi été isolé par le géochimiste américain William Francis Hillebrand, quelques années avant la découverte par Ramsay, en remarquant des raies spectrales inhabituelles à l'examen d'un échantillon d'uraninite. Mais Hillebrand attribue ces raies au diazote. Sa lettre de félicitations à Ramsay présente un cas intéressant de découverte et de presque-découverte en science.
En 1907, Ernest Rutherford et Thomas Royds démontrent que les particules α sont des noyaux d'hélium, en permettant aux particules de pénétrer à travers une fine fenêtre en verre d'un tube où ils ont fait le vide, puis créant une décharge dans le tube pour étudier le spectre du nouveau gaz qui s'y trouve. En 1908, l'hélium est liquéfié pour la première fois par le physicien néerlandais Heike Kamerlingh Onnes, en refroidissant le gaz au-dessous de 1 K. Il essaie de le solidifier en baissant encore la température, mais échoue, puisque l'hélium n'a pas de point triple. C'est un étudiant d'Onnes, Willem Hendrik Keesom, qui arrive à solidifier sous pression 1 cm3 d'hélium en 1926.
En 1938, le physicien soviétique Pyotr Leonidovitch Kapitsa découvre que l'hélium 4 n'a presque pas de viscosité aux températures proches du zéro absolu, phénomène maintenant nommé superfluidité. En 1972, le même phénomène est observé dans l'hélium 3, mais à une température bien plus proche du zéro absolu, par les physiciens américains Douglas D. Osheroff, David M. Lee, et Robert C. Richardson. Le phénomène dans l'hélium 3 est interprété comme la formation de paires d'atomes, qui sont des fermions, pour former des bosons, par analogie avec les paires de Cooper d'électrons à la base de la supraconductivité.

### Production et usages
Après un forage pétrolier en 1903 à Dexter, Kansas, le jet de gaz produit était incombustible. Erasmus Haworth (en), le géologue de l'État du Kansas, collecta des échantillons du gaz produit et les rapporta à l'université du Kansas, Lawrence. Avec l'aide des chimistes Hamilton Cady (en) et David McFarland, il détermina que le gaz était, en volume, 72 % de diazote, 15 % de méthane (un pourcentage combustible seulement avec plus de dioxygène) et 12 % de gaz non identifiable,. Une analyse plus poussée montre à Cady et McFarland que 1,84 % de l'échantillon de gaz est de l'hélium,. Ceci montre qu'en dépit de sa rareté globale sur Terre, l'hélium est concentré en grandes quantités sous les Grandes Plaines américaines et disponible pour la production comme sous-produit de l'exploitation du gaz naturel. Les plus grandes réserves d'hélium sont dans le gisement d'Hugoton et dans les gisements voisins du Kansas du sud-ouest avec des prolongements au Texas et en Oklahoma.
Cela a permis aux États-Unis de devenir le premier producteur d'hélium du monde. Suivant la suggestion de Sir Richard Threlfall (en), la marine des États-Unis subventionne trois petites usines expérimentales de production d'hélium pendant la Première Guerre mondiale. Le but est d'approvisionner les ballons captifs de barrage avec ce gaz ininflammable et plus léger que l'air. Un total de 5 700 m3 d'hélium à 92 % est produit par ce programme, bien que précédemment, moins de 100 l ait été produit au total. Une partie de ce gaz est utilisée pour le premier dirigeable gonflé à l'hélium dans le monde, le C-7 de la marine américaine, inauguré pour son premier voyage de Hampton Roads en Virginie au terrain de Bolling à Washington le 1er décembre 1921.
Bien que le procédé d'extraction par liquéfaction du gaz à basse température ne soit pas mis au point assez tôt pour jouer un rôle significatif pendant la Première Guerre mondiale, la production se poursuivra. L'hélium est utilisé en premier lieu pour gonfler les aérostats. Cet usage va accroître la demande pendant la Seconde Guerre mondiale, de même que la demande pour la soudure à l'arc.
Le spectromètre de masse à hélium est également vital pour le projet Manhattan de bombe atomique.
Le gouvernement des États-Unis crée en 1925 une Réserve Nationale d'Hélium à Amarillo, Texas, dans le but d'approvisionner les aérostats, militaires en temps de guerre, et civils en temps de paix. En raison de l'embargo militaire des États-Unis contre l'Allemagne, la fourniture d'hélium y a été restreinte et le Hindenburg a dû être gonflé à l'hydrogène, avec les conséquences catastrophiques qui s'ensuivirent lors de son incendie. La consommation d'hélium après la Seconde Guerre mondiale diminue, mais la réserve est augmentée dans les années 1950 pour assurer la fourniture d'hélium liquide pour le lancement des fusées pendant la course à l'espace et la guerre froide. En 1965, la consommation d'hélium des États-Unis dépasse huit fois le maximum qu'elle a atteint pendant le temps de guerre.
Après les Amendements sur les lois de l'hélium de 1960 (loi publique 86-777), le Bureau des mines des États-Unis met en place cinq usines privées pour l'extraction de l'hélium du gaz naturel. Pour ce programme de préservation de l'hélium, le Bureau construit un gazoduc de 684 km de Bushton, Kansas, à Cliffside, près d'Amarillo, gisement partiellement épuisé. Le mélange hélium-diazote ainsi apporté est injecté et stocké jusqu'au moment des besoins, quand il est extrait et purifié.
En 1995, un milliard de mètres cubes de gaz ont été réunis mais la réserve a 1,4 milliard de dollars US de dettes, ce qui conduit le Congrès des États-Unis, en 1996, à faire cesser progressivement son activité,. La Loi de privatisation de l'hélium de 1996 qui s'ensuit (Loi publique 104–273) enjoint au Département de l'Intérieur des États-Unis de commencer à vider la réserve en 2005.
L'hélium produit entre 1930 et 1945 était pur à environ 98,3 % (~ 2 % de diazote), ce qui convenait parfaitement pour les aérostats. En 1945, une petite quantité d'hélium à 99,9 % était produite pour utilisation dans la soudure à l'arc. Dès 1949, des quantités commerciales d'hélium de qualité A à 99,995 % étaient disponibles.
Pendant plusieurs années, les États-Unis produisent plus de 90 % de l'hélium commercialement disponible dans le monde, les usines d'extraction du Canada, de Pologne, de Russie et d'autres nations produisant le reste. À ce rythme, selon une étude (août 2010), les réserves des États-Unis seront épuisées avant 2040 (près d'un tiers des besoins mondiaux sont fournis par les États-Unis, dont la capacité de production globale est d'environ 142 millions de mètres cubes (en 2010) alors que la consommation s'est élevée à 180 millions de mètres cubes et que l'hélium semble « indispensable à la plupart de ses applications »).
Au milieu des années 1990, une nouvelle usine commence à produire à Arzew, en Algérie. D'une capacité de 1,7 × 107 m3 par an, elle peut couvrir toute la demande européenne, soit environ 16 % de la production mondiale. À la même période, la consommation aux États-Unis dépasse 15 000 t en 2000. En 2004–2006, deux autres usines sont construites, l'une à Ras Laffan (Qatar) produisant 9,2 tonnes d'hélium liquide par jour, soit 1,88 × 107 m3 par an, l'autre à Skikda (Algérie). L'Algérie devient rapidement le deuxième producteur d'hélium. Au cours de cette période, la consommation d'hélium et les coûts de production augmentent. Entre 2002 et 2007, les prix de l'hélium doublent et pendant la seule année 2008, les principaux fournisseurs augmentent leurs prix d'environ 50 %[citation nécessaire]. Cela est lié aux très faibles production et consommation d'hélium, rendant leur adéquation difficile, peu de producteurs souhaitant investir dans ce marché de niche.
Robert Richardson (Prix Nobel de physique) alerte en 2010 la communauté internationale sur le risque de pénurie, plaidant pour une augmentation des prix, afin de refléter la rareté de cet élément et de moins le gaspiller.
La société 45-8 Energy, dont le siège est à Metz, dépose en octobre 2019 un permis de recherche exclusif pour de l'hélium dans le sud-ouest du département de la Nièvre, en France. L'arrêté préfectoral autorisant le permis exclusif de recherche est accordé en juin 2021 par la préfecture de la Nièvre.